# Stephanie Zimbalist
Stephanie Zimbalist (* 8. Oktober 1956 in New York City) ist eine US-amerikanische Schauspielerin.

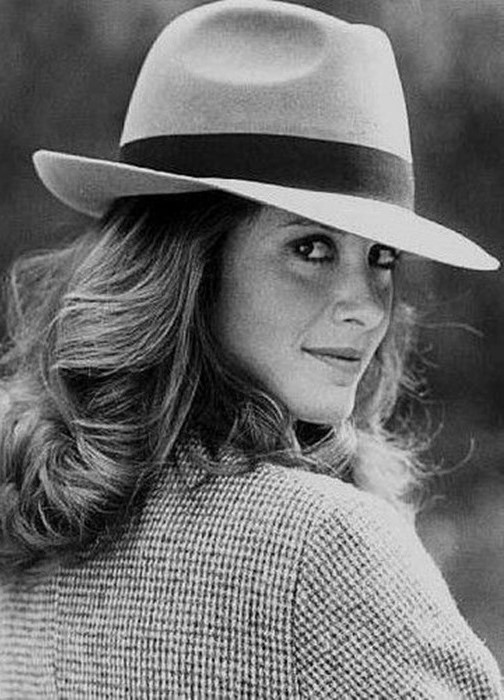
Stephanie Zimbalist (1982)

## Leben
Ihre Großeltern waren der Violinist Efrem Zimbalist und die Opernsängerin Alma Gluck. Ihr Vater war der Schauspieler Efrem Zimbalist, Jr. Bekannt wurde sie durch die in den Jahren 1982 bis 1987 gedrehte Fernsehserie Remington Steele. Ihr Filmpartner war dabei der irische Schauspieler Pierce Brosnan.
Nach dem Ende der Serie spielte sie in verschiedenen Fernsehfilmen mit und nahm Theaterengagements an. Seit 1977 hat sie in rund 60 Film- und Fernsehproduktionen mitgespielt, wobei ihr Fokus auf dem Fernsehen liegt. Zu ihren wenigen Kinofilmen gehören Unsere Lassie (1978) neben James Stewart und Mickey Rooney sowie Das Erwachen der Sphinx (1980) an der Seite von Charlton Heston.
2009 war sie in dem Theaterstück Tea at Five zu sehen, in dem durch Monologe das Leben der Hollywood-Legende Katharine Hepburn nachvollzogen wird.
2016 spielte sie in dem Film A Timeless Love (Alternativtitel: His Neighbor Phil) neben Daniel Roebuck eine an Alzheimer erkrankte Frau.

## Filmografie (Auswahl)
- 1977: Letzte Weihnacht (The Gathering, Fernsehfilm)
- 1977: Zum Leben verurteilt (In the Matter of Karen Ann Quinlan, Fernsehfilm)
- 1978: Unsere Lassie (The Magic of Lassie)
- 1978: Love Boat (The Love Boat, Fernsehserie, zwei Folgen)
- 1978: Ein langer Weg zurück  (Long Journey Back, Fernsehfilm)
- 1978–1979: Feuerfalle (The Triangle Factory Fire Scandal, Fernsehfilm)
- 1978–1979: Colorado Saga (Miniserie, vier Folgen)
- 1979: Eine amerikanische Familie (Family, Fernsehserie, eine Folge)
- 1980: Hagen (Fernsehserie, eine Folge)
- 1980: The Golden Moment: An Olympic Love Story (Fernsehfilm)
- 1980: Das Erwachen der Sphinx (The Awakening)
- 1980: The Babysitter (Fernsehfilm)
- 1981: Elvis and the Beauty Queen (Fernsehfilm)
- 1982: Das Zukunftsbaby (Tomorrow’s Child, Fernsehfilm)
- 1982–1987: Remington Steele (Fernsehserie, 94 Folgen)
- 1985: Der Mörder und die Lady (Love on the Run, Fernsehfilm)
- 1985: Ein Brief mit Konsequenzen (A Letter to Three Wives, Fernsehfilm)
- 1987: Ein Hoch auf die Familie (Celebration Family, Fernsehfilm)
- 1989: Mord auf hoher See (The Man in the Brown Suite, Fernsehfilm)
- 1990: Rendezvous mit einer Mörderin (Personals, Fernsehfilm)
- 1991: Der Ballerina Killer (The Killing Mind, Fernsehfilm)
- 1992: Stumme Verzweiflung (Breaking the Silence, Fernsehfilm)
- 1992: Psychoterror im Büro (Sexual Advances, Fernsehfilm)
- 1994: Batman (Fernsehserie, eine Folge, Stimme)
- 1994: Tod im Zwielicht (Voices From Within, Fernsehfilm)
- 1995: Free Elli – Die Rettung des Elefantenbabys (The Great Elephant Escape, Fernsehfilm)
- 1995: Gib mir meine Kinder wieder (Whose Daughter Is She?, Fernsehfilm)
- 1997/2001: Ein Hauch von Himmel (Touched By An angel, Fernsehserie, zwei Folgen)
- 1999: Diagnose: Mord (Diagnosis: Murder, Fernsehserie, eine Folge)
- 2000: Das Prophetenspiel – Spiel um dein Leben (The Prophet´s Game)
- 2001: V.I.P. – Die Bodyguards (V.I.P., Fernsehserie, eine Folge)
- 2001: Nash Bridges (Fernsehserie, eine Folge)
- 2003: Crossing Jordan – Pathologin mit Profil (Crossing Jordan, Fernsehserie, eine Folge)
- 2003: Für alle Fälle Amy (Judging Amy, Fernsehserie, eine Folge)
- 2015: Hamlet’s Ghost
- 2016: His Neighbor Phil
- 2016: A Timeless Love
- 2023: Lucky Louie